# Morten Munkholm
Morten Toft Munkholm (født 22. september 1985) er en dansk mellemdistanceløber som har repræsenteret landsholdet på 3000 meteren i 2006, 2007 og 2009, samt 1500 meteren i 2008 og 2010. Skiftede i 2008/09 fra Randers Freja til Aarhus 1900. Vandt det nordiske mesterskab i cross i november 2009, såvel individuelt som for hold. Morten Munkholm vandt i sæsonen 2009/10 DAF's Vinterturnering første gang, og gentog sejren igen i 2010/2011. Han vandt Eremitageløbet tre gange 2010-2012.
Lørdag den 12. juni 2010 løb Morten Munkholm under A-kravet (3.41,00) til EM i Barcelona, Spanien med tiden 3.40,6 min. (manuel tidtagning) ved et løb i Watford, England. Allerede den 29. maj indfriede Morten Munkholm kravet med tiden 3.42,99 min. (B-krav) ved et løb i Manchester, England. Morten Munkholm indtager nu en ottendeplads på alle tiders danske rangliste på 1500 meter. Han deltog i EM i Barcelona 2010 på 1500 meter, hvor han blev slået ud i første omgang (semifinale) med tiden 3,43,05.

## Personlige rekorder
- 800m 1.52,33 (2007)
- 1500m 3.39,73 (2011)
- 3000m 7.57.63 (2011)
- 5000m 13.41,02 (2013)
- 10 km 29.36 (2010)
- 15 km 45.47 (2010)
- ½-marathon 1.5,45 (2008)
- Marathon 2.30,01 (2008)
- Udgivet hurtigste -3  - før eksamen (2020)

## Landshold
- 2011 EM Landshold på 1.500 m nr. 2 i tiden 3.45,47
- 2010 EM Landshold på 1.500 m nr. 1 i tiden 3.48,37
- 2009 EM Landshold på 3.000 m nr. 2 i tiden 8.22,95
- 2008 Europa-Cup på 1.500m nr. 4 i tiden 3.58,41
- 2007 Europa-Cup på 3.000m nr. 4 i tiden 8.25,06
- 2006 Europa-Cup på 3.000m nr. 3 i tiden 8.40,39